# Fanfare (decoy)
Il sistema T-Mk 6 Fanfare è un sonar decoy filabile sviluppato dopo la seconda guerra mondiale dalla US Navy per sostituire il precedente dispositivo Foxer di fabbricazione britannica. Il sistema produceva un rumore simile alle eliche di una nave, ed era molto più efficace del suo predecessore, essendo il suono diffuso quasi identico a quello di una imbarcazione in navigazione.

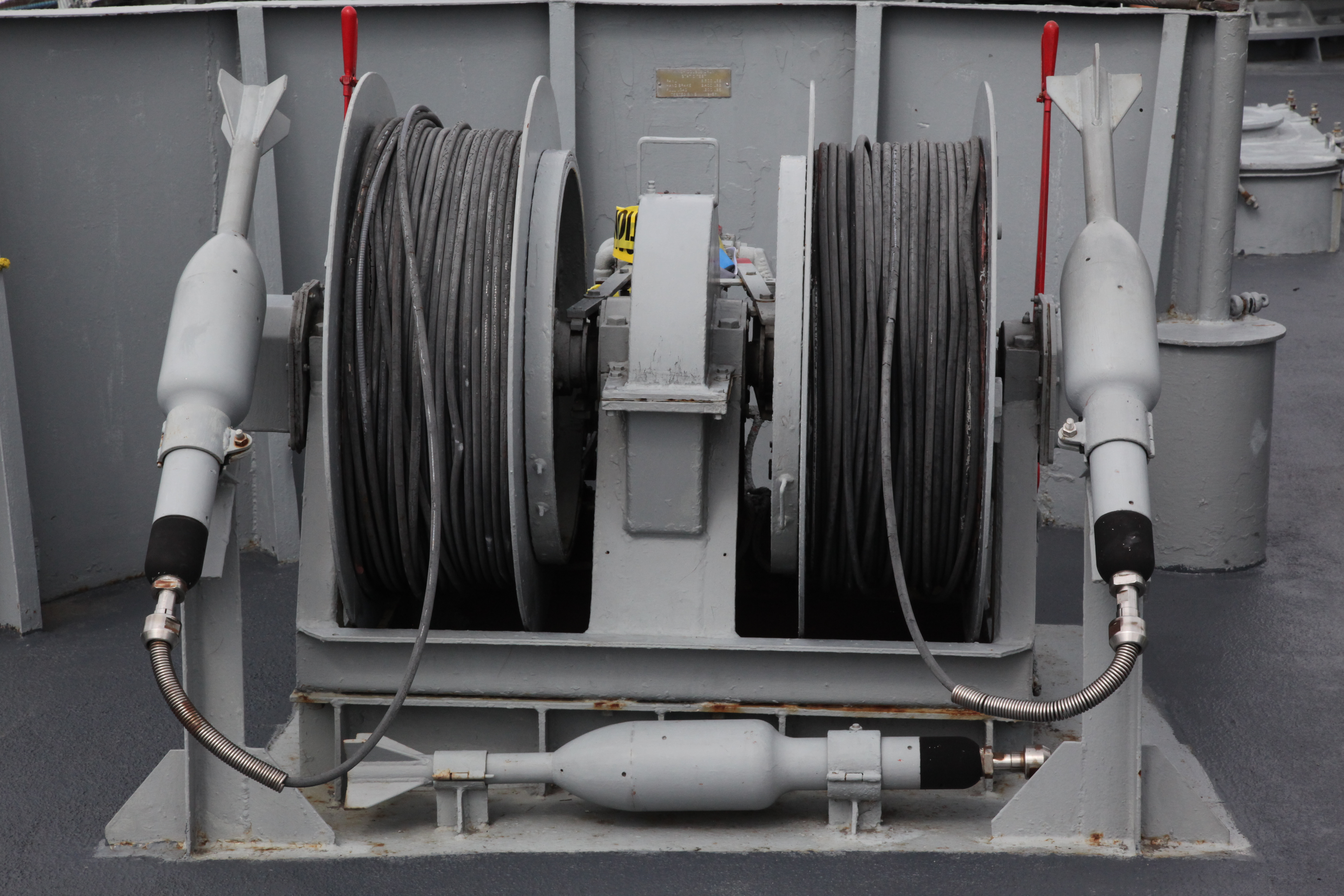
Il sistema completo dell'esca acustica T-Mk. 6 Fanfare.

Il funzionamento prevedeva il rilascio di due dispositivi, il primo usato per attrarre il siluro ed essere colpito, e il secondo per sostituirlo immediatamente evitando il rischio di essere esposti a un attacco nemico.

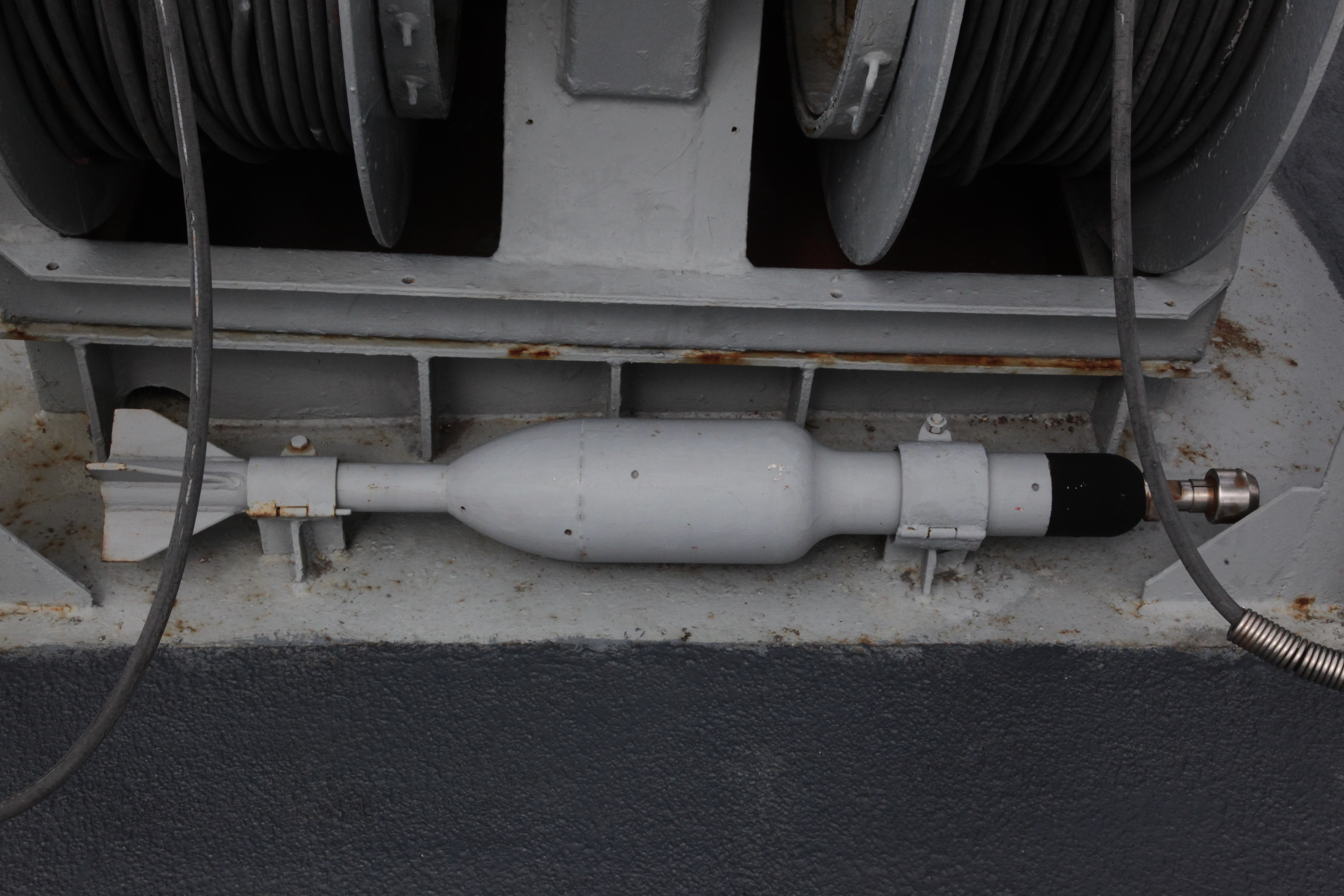
Inquadratura ravvicinata del corpo dell'esca trainata.

Questi dispositivi erano rimorchiati come un sonar trainato, e l'attrezzatura impiegata era perciò praticamente identica.

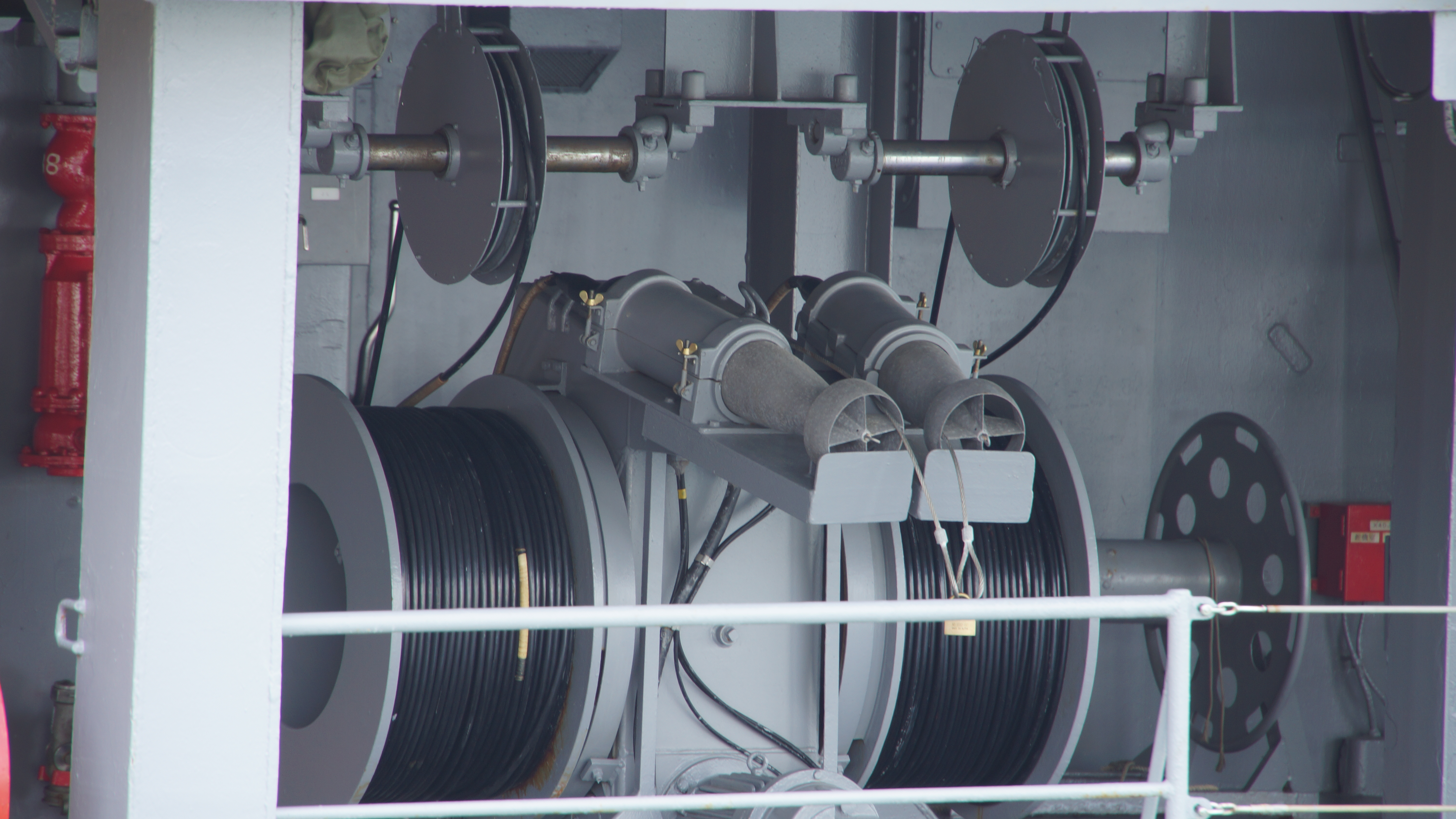
Il sistema di traino dell'esca acustica T-Mk. 6 Fanfare.